# 宇宙伝説ユリシーズ31
『宇宙伝説ユリシーズ31』 (うちゅうでんせつユリシーズサーティーワン、仏文：Ulysse 31) は、日本の東京ムービー新社とフランスのDICの共同制作によるアニメ作品である。各話24分、全26話が制作された。

## 概要
古代ギリシアの英雄ユリシーズが活躍する叙事詩『オデュッセイア』を31世紀の世界に置き換えた、SFアニメである。本作品の制作にあたり、日本側スタッフの長浜忠夫は物語の内容を「英雄が敵をたたきのめすことによるカタルシス」と主張し、対するフランス側は「知恵も勇気もあるが英雄ではない人間くさい主人公でスペースファンタジー」と主張した。協議の結果、物語設定を「神話と科学が存在する世界」とし、「人間くさい科学者ユリシーズと仲間達が遭遇する冒険物」という路線で落ち着いた。
当初はフランス側が「マンガっぽいキャラ」を提案したが、日本側の「劇画チックなキャラ」を見てそちらを採用することになった。基本的な合意を得た後に制作がスタート。フランス側のシノプシス、日本側の脚本・絵コンテ、フランス側の絵コンテチェック、日本側で作画・撮影して効果音・音楽付きでフランスに発送、フランスでダビングして完成、というプロセスで制作された。制作期間中の1980年11月に長浜が急死、以降は作画監督の荒木伸吾らが中心となって残りの作業を引き継ぎ、本作品を完成させた。
メカニックは全体的に『2001年宇宙の旅』の影響を受けており、主人公の乗る宇宙船オデッセイ号はFR3のロゴマークを模したものを河森正治がデザインした。3機が合体するナベット号のデザインは、当時ポピーに所属していた村上克司による。

### 各国での放送
フランスでは1981年10月3日からFR3にて放送され、主題歌のレコード売り上げが歴代56位となる115万枚を記録した。また、ポピーの発売した玩具は日本円にして5億円ほどを売り上げ、一流紙のフィガロで高い評価を受けた。
日本ではテレビ放送に先立ち、1986年5月21日・6月21日・7月21日に前半12話分がOVA『ユリシーズ31』として、キングレコードから発売された（全3巻、各巻4話収録）。その後1988年2月6日から4月23日まで、テレビ朝日系列で毎週土曜17:30 - 18:00（JST）にOVA収録の12話分が、テレビアニメとして初放送された。本作品の放送により、名古屋テレビを制作局とした同時間帯のテレビアニメの中では唯一、サンライズが制作に関与していないケースとなった。また名古屋テレビと東京ムービーによるアニメ作品としては「六法やぶれクン」以来、19年ぶりである。さらに1991年8月27日から10月2日までNHK衛星第2テレビジョンの衛星アニメ劇場内で、キャストを変更の上で全26話が放送された。2007年には、カートゥーン ネットワークでも放送された。
フランスと日本以外においては、タイトルは国によって異なるが1980年代に主に放送された。ドイツ（Odysseus 31）ではTele 5にて、イタリア（Ulisse 31）ではRai 1にて、スペイン（Ulises 31）ではTVE 1にて、イギリス（Ulysses 31）ではBBCにて放送された。

## 登場人物・声の出演
| 役名                  | FR3版                                     | 名古屋テレビ版 | NHK版        |
| --------------------- | ----------------------------------------- | -------------- | ------------ |
| ユリシーズ            | クロード・ジロー                          | 津嘉山正種     | 小林修       |
| テレマーク            | ファブリス・ジョソ/ジャッキー・ベルジャー | 水島裕         | 飛田展男     |
| ユミ（FR3ではテミス） | セブリーヌ・モリゾ                        | 島本須美       | 矢島晶子     |
| ノノ                  | ジャック・エブナー                        | 田中真弓       | ならはしみき |
| 神（FR3ではゼウス）   | ジャン・トパール                          | 平林尚三       | 徳丸完       |

## スタッフ
- 原作：ニナ・ウォルマーク
- 制作：藤岡豊
- プロデューサー：池内辰夫、高橋美光、マックス・サルダンジェ
- 脚色：鈴木良武、朝倉千筆、杉江慧子 ほか
- チーフディレクター：長浜忠夫、ベルナール・ディリエス
- ディレクター：御厨恭輔、青木悠三、寺田和男、奥田誠二 ほか
- 作画総監督：荒木伸吾
- メカニックデザイン：スタジオぬえ、金田伊功、もとのりゆき、村上克司（ノンクレジット）
- 美術監督：鈴木森繁、伊藤信治
- 録音：中野寛次
- 音楽：若草恵（フランス語版：ハイム・サバン、シュキ・レヴィ、ノアム・カニエル）
- 選曲：鈴木清司
- 音響効果：片岡陽三（E&M）
- 編集：掛須秀一、岡安肇
- 制作著作：東京ムービー新社、DIC
- パイロット版制作：テレコム・アニメーションフィルム
- 監修：名古屋テレビ
- 日本語版演出：水鳥鐵夫 (NHK版)

## 主題歌
日本以外では、概ねフランス版の曲をベースに、各言語で歌われている。

### フランス
オープニングテーマ - 「Ulysses」
作詞 - ハイム・サバン、シュキ・レヴィ / 作曲 - ハイム・サバン、パスカル・オーリア / 歌 - リオネル・レロ
エンディングテーマ - 「Ulysses 31」
作詞 - ハイム・サバン、シュキ・レヴィ / 作曲 - ハイム・サバン、パスカル・オーリア / 歌 - リオネル・レロ
「Ulysse revient」 (1983年の再放送時のみ)
作詞 - ハイム・サバン / 作曲 - ハイム・サバン、シュキ・レヴィ / 歌 - ジャック・カルドナ (グループ Apollo)

### 日本
オープニングテーマ - 「銀河伝説オデッセイ」
作詞 - 荒木とよひさ / 作曲 - 若草恵 / 歌 - 貴智明 (ネバーランド)
エンディングテーマ - 「愛･時の彼方に」
作詞 - 島エリナ / 作曲 - 熊谷安廣 / 歌 - 貴智明 (ネバーランド)

## 放送リスト[5]
| 話数 | 話数 （仏） | サブタイトル         | 原題                                   | 日本放送日     | 放送日（NBN） |
| ---- | ----------- | -------------------- | -------------------------------------- | -------------- | ------------- |
| 1    | 1           | シクロープ           | Le Cyclope ou la malédiction des dieux | 1991年 8月27日 | 1988年 2月6日 |
| 2    | 5           | 失われた惑星         | La Planète perdue                      | 8月28日        | 2月13日       |
| 3    | 6           | エオール             | Éole ou le coffret des vents cosmiques | 8月29日        | 2月20日       |
| 4    | 2           | エラトス             | Hératos                                | 8月30日        | 2月27日       |
| 5    | 9           | スフィンクス         | Le Sphynx                              | 8月31日        | -             |
| 6    | 10          | レストリゴン         | Les Lestrygons                         | 9月2日         | -             |
| 7    | 7           | シジフォス           | Sisyphe ou l'éternel recommencement    | 9月3日         | -             |
| 8    | 3           | 野生の花             | Les Fleurs sauvages                    | 9月5日         | 3月5日        |
| 9    | 4           | クロノス             | Chronos                                | 9月6日         | 3月12日       |
| 10   | 8           | コンパニオンの反乱   | La Révolte des Compagnons              | 9月9日         | -             |
| 11   | 12          | 忘却の椅子           | Le Fauteuil de l'oubli                 | 9月10日        | -             |
| 12   | 11          | カリブデとシーラ     | Charybde et Scylla                     | 9月13日        | 3月19日       |
| 13   | 15          | ダブル惑星           | La Deuxième Arche                      | 9月16日        | -             |
| 14   | 16          | シルセ               | Circé la magicienne                    | 9月17日        | 3月26日       |
| 15   | 18          | ミノタウロス         | Le Labyrinthe du Minotaure             | 9月18日        | -             |
| 16   | 13          | シレーヌ             | Les Sirènes                            | 9月19日        | 4月2日        |
| 17   | 20          | ブラック・マジシャン | Le Magicien noir                       | 9月20日        | -             |
| 18   | 14          | 第2の箱船            | Le Marais des doubles                  | 9月23日        | 4月9日        |
| 19   | 17          | ネレー               | Nérée ou la vérité engloutie           | 9月24日        | -             |
| 20   | 19          | アトラス             | Atlas                                  | 9月25日        | -             |
| 21   | 21          | レムノスの反逆者     | Les Révoltées de Lemnos                | 9月26日        | -             |
| 22   | 22          | 機械惑星             | La Cité de Cortex                      | 9月27日        | 4月16日       |
| 23   | 25          | カリプソ             | Calypso                                | 9月28日        | -             |
| 24   | 23          | ユリス対ユリス       | Ulysse rencontre Ulysse                | 9月30日        | -             |
| 25   | 24          | ロトファージュ       | Les Lotophages                         | 10月1日        | -             |
| 26   | 26          | アデス               | Le Royaume d'Hadès                     | 10月2日        | 4月23日       |

## 放送局

### 名古屋テレビ版
特記のないものを除き、いずれも放送時間は土曜17:30 - 18:00。
- 名古屋テレビ（制作局）
- テレビ朝日
- 朝日放送
  - 金曜17:00 - 17:30に先行時差放送を実施。
- 北海道テレビ
- 東日本放送
- 静岡けんみんテレビ
- 広島ホームテレビ
- 瀬戸内海放送
- 九州朝日放送

### NHK版
- NHK-BS2